# Optimized Systems Software
A Optimized Systems Software (OSS) era uma pequena empresa que produzia sistemas operativos e linguagens de computador para computadores da familia Atari 8-bit e Apple II.

## História
A Optimized Systems Software foi criada em 1981 por Bill Wilkinson e Mike Peters, com a compra dos produtos Atari BASIC, Atari DOS e o assemblador/editor da Shepardson Microsystems, Inc. (SMI). A empresa deu continuidade a esses produtos, renomeando-os para OS/A+ (sistema operativo), BASIC A+ (linguagem de programação) e EASMD (assemblador / editor).
OSS manteve-se a trabalhar com a Atari (que trabalhava com a SMI) em produtos personalizados, sendo que a maioria nunca chegou ao mercado. Os produtos independentes da OSS tiveram mais sucesso, particularmente a linguagem de programação Action. Em Janeiro de 1988 a empresa ICD e a OSS mergiram. Mais tarde a Fine Tooned Engineering tornou-se dona de todos os produtos de 8 bits da ICD.